# Rådet for Trafiksikkerhedsforskning
Rådet for Trafiksikkerhedsforskning var statsligt sektorforskningsinstitut, som blev oprettet i 1967 under Justitsministeriet. Det blev i 1993 overført til Trafikministeriet, og siden omdannet til Danmarks Transportforskning, der primo 2008 fusionerede med Center for Trafik og Transport ved Danmarks Tekniske Universitet under navnet DTU Transport. Dette blev nedlagt 2016.
Instituttet forskede bl.a. i årsagerne til trafikuheld, foretager køretøjsundersøgelser og ser på sammenhængen mellem livsstil og trafik. Instituttet havde et tæt samarbejde med Rådet for Større Færdselssikkerhed.